# 笹津線
笹津線（日语：／）是一條曾經連接富山市南富山站和大澤野町（現時：富山市）地鐵笹津站之間，由富山地方鐵道經營的鐵路線。在1975年（昭和50年）3月31日廢除。

## 路線數據
- 路線距離（營業距離）：12.4公里
- 軌距：1067mm
- 雙線區間：沒有（全線單線）
- 電氣化區間：全線（直流電600伏）

## 歷史
富山輕便鐵道為了把路線國有化，便開設了笹津線和不二越線。

### 富山鐵道時代

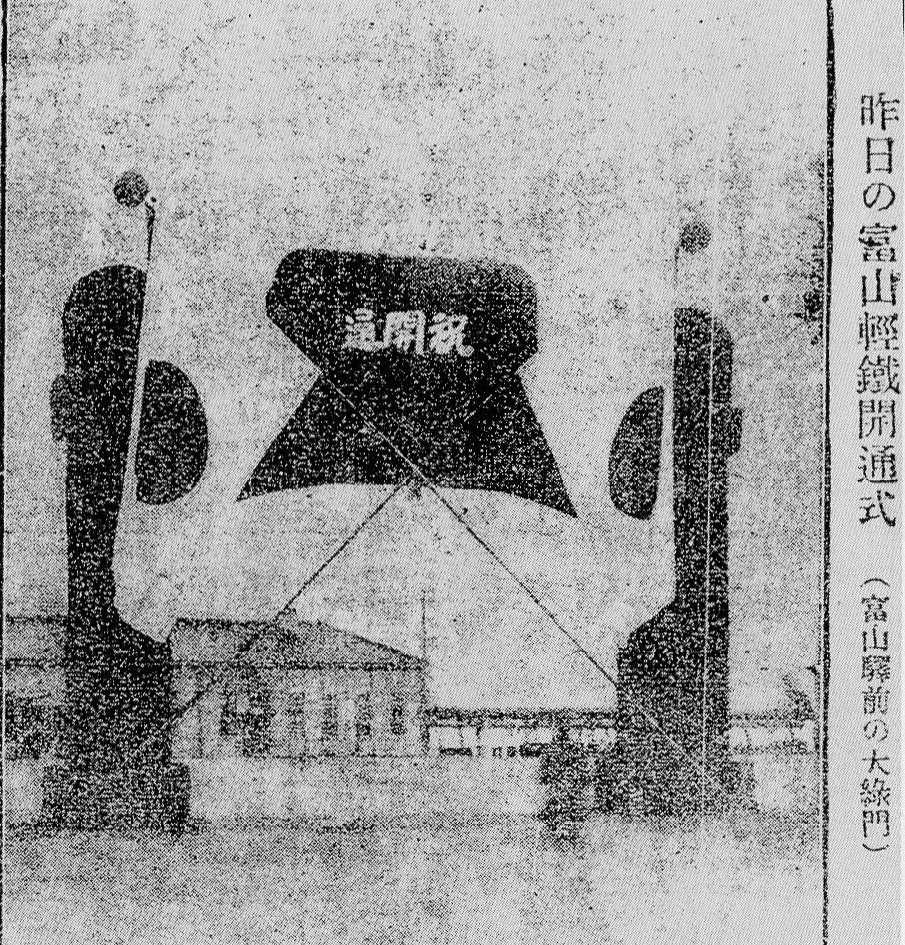
在富山站舉行富山輕便鐵道開通式

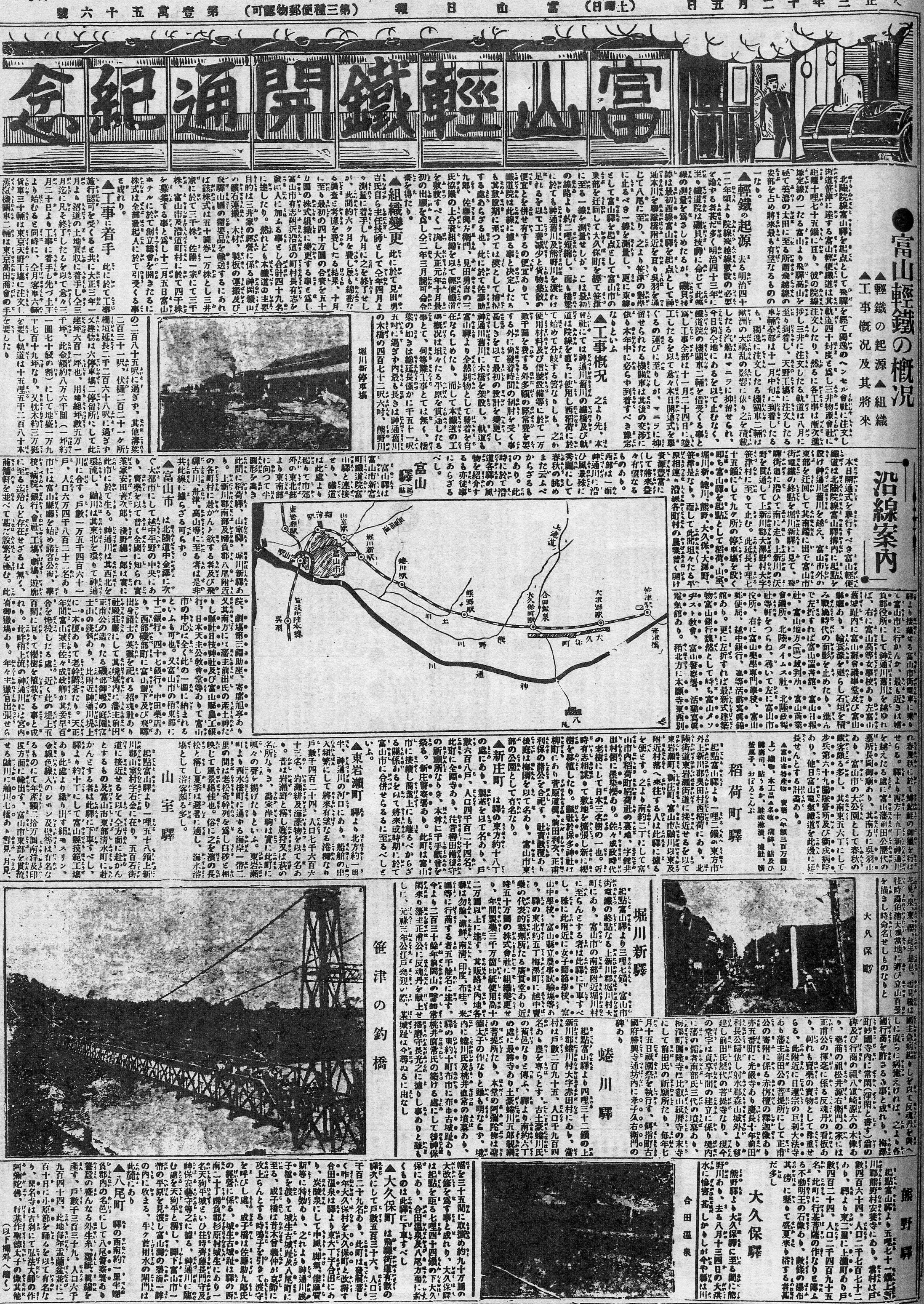
關於富山輕便鐵道開業的新聞

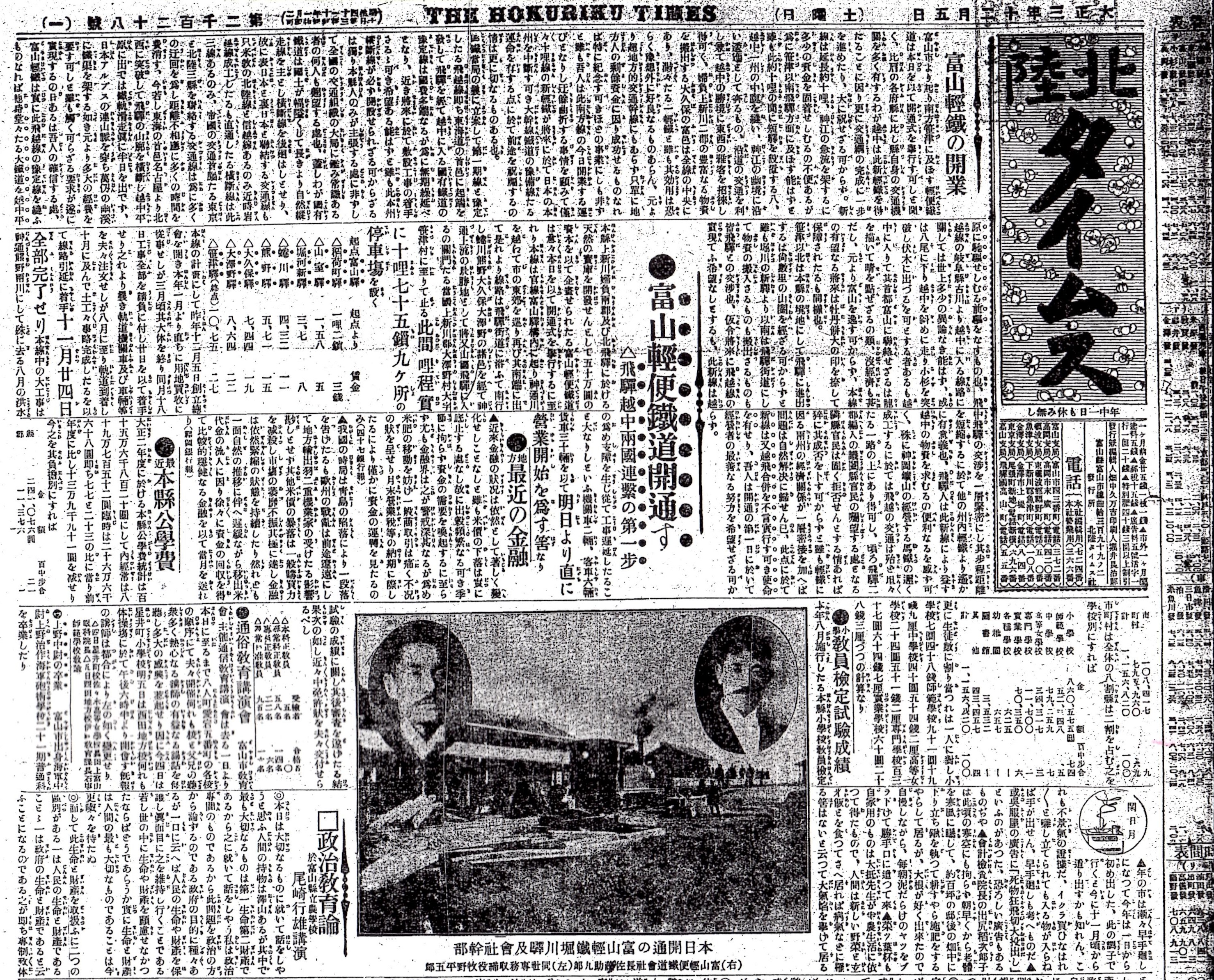
關於富山輕便鐵道開業的新聞。圖中可看見堀川新站和該社的社長佐藤助九郎和董事牧野平五郎

在1912年（大正元年）10月22日，佐藤組的佐藤助九郎、旭勇平和見田勇吉以富山輕便鐵道合資會社的名義，申請敷設輕便鐵道許可（富山至笹津之間）。自明治時代以來，由三井礦山經營的神岡礦山中，出產了許多重要的礦產，包括銅、鉛和鋅等金屬。特別是在甲午戰爭和日俄戰爭期間，由於需要大量軍事用品，因此在礦山的生產量大幅上升。為了應對急增的運輸量，於飛驒街道上進行修整，計劃在街道上敷設馬車鐵路。首先在1892年（明治25年）8月，越飛馬車鐵道取得敷設鐵道許可（東岩瀨至笹津之間），繼而在1896年（明治29年）5月，富山馬車鐵道取得敷設鐵道許可（東岩瀨至笹津之間），但是由於兩間公司在股票發行不理想，加上在1897年（明治30年）11月出現了名山鐵道的計劃（東岩瀨至飛驒至名古屋之間），使兩間公司在未實行有關計劃下已經被解散。該名山鐵道計劃是根據政府的鐵道敷設法中，「岐阜縣下岐阜或長野縣下松本起，經岐阜縣下高山至富山縣下富山縣之間的鐵路」這條計劃路線，後來由於工程困難等理由便取消了。而富山輕便鐵道決定在富山至笹津之間敷設輕便鐵路，該區間的地勢相對平坦和容易敷設鐵路。以解決使用馬車等其他交通工具運送礦石的不便，以及提供在飛越之間的交通服務。
在申請建設輕便鐵路的背後是為了配合國家和縣的政策。一直以來的私設鐵道法由於手續繁複，對於敷設地方交通路線造成障礙。有鑑於此，在1910年（明治43年）8月3日實施輕便鐵道法，後來為了促進建設而在1912年（明治45年）1月1日再實行輕便鐵道補助法，吸引全國對於輕便鐵道的建設需求。除此之外，富山縣縣內於1912年（大正元年）11月1日制定輕便鐵道及軌道縣補貼規定，對於不合符政府補貼的對象的路線提供資助。在制定縣內政策後，富山縣內除了富山輕便鐵道外，於1913年（大正2年）6月25日開設立山輕便鐵道線，同年9月1日開設富山電氣軌道線，在1915年（大正4年）7月21日開設礪波輕便鐵道線。
在1913年（大正2年）3月6日，鐵道院批出鐵道敷設許可予富山輕便鐵道（富山停車場至上新川郡大澤野村之間）。在1910年（明治43年），由鐵道院測量的結果中，發現飛越之間的官設鐵道預定線中，不是途經現時高山本線的越中八尾，而是途經笹津會較好。在批出許可予富山輕便鐵道時加入了一些條款。
在1913年（大正2年）12月5日，富山輕便鐵道成立，但是不是以合資會社的方式，而是以株式會社的方式成立，社長選出由佐藤助九郎擔任。股權方面，29.7%由三井礦山擁有，21.6%由佐藤組相關人士擁有，其餘約5成由沿線地區的有影響力人士擁有。同年12月15日，以合資會社名義，把鐵道敷設許可轉讓給富山輕便鐵道，同年12月26日取得許可，開展了敷設鐵路的項目。在1914年（大正3年）3月9日取得工程施工許可，在同年3月20日開始動工。當為了減省建橋費用，在富山站至稻荷町之間，計劃把跨越神通川舊河的橋樑與北陸本線共用。但是這樣的話需要花費大量費用建設信號場，且列車運作上出現問題，因此花費2萬5千日圓工程費用以建設新線。同年7月18日跟據土地收用法，取得土地徵用認證，同年9月起開始敷設路軌。
雖然建設進展順利，但是富山輕便鐵道經東京高田商會引入德國亨舍爾製的機車在運輸往日本期間，由於正值第一次世界大戰期間，商船被扣留在馬尼拉港，因此便向鐵道院借用日本國鐵110形蒸氣機車以用作工程列車。由東京天野工場製造的6架客車和30架貨車安全運抵此鐵路線上，但是所有機車還未到着，因此便向鐵道院借入多一架機車以便開業。在1914年（大正3年）11月14日，於富山至笹津之間開始進行試車，同年12月6日正式啟用。停車場包括稻荷町站、堀川新站、熊野站、大久保町站、大澤野站和笹津站。停留場包括山室站和蜷川站。當初以混合列車的型式（即一抽列車包括客車和貨車）行走，在富山站至笹津站之間每日設有5個往返班次。在第一期開業後的運輸成績中，一日平均有490人乘坐，一日平均貨運量585公噸。收入為10,641日圓，當中包含7,341日圓的政府補貼，支出為9,664日圓，得出盈利797日圓。

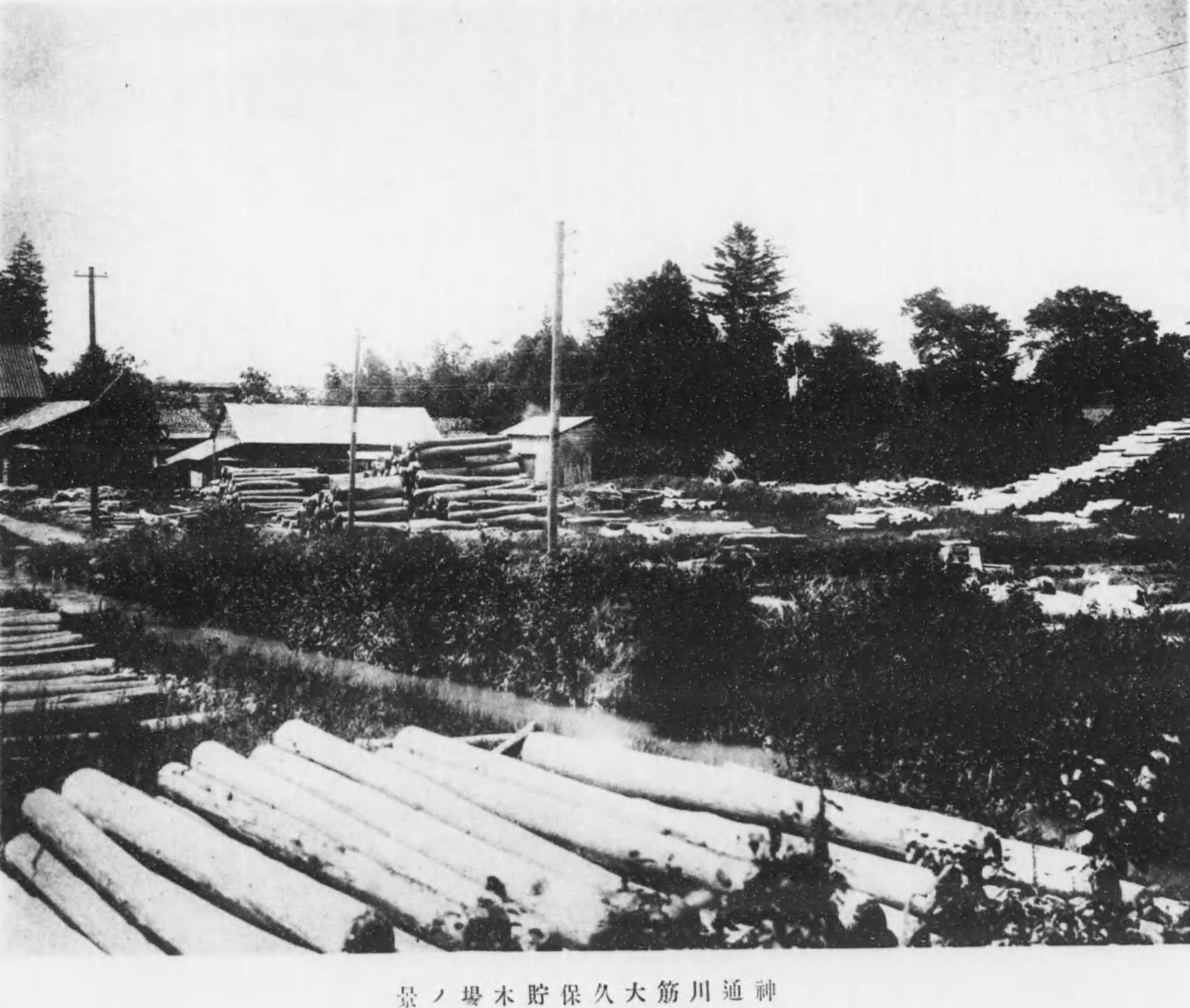
飛州木材的大久保伐木場

在富山輕便鐵道線開業同時，於三井礦山處正在建設神岡礦山專用軌道。在1909年（明治42年）5月，杉山至土間之間開通。在1915年（大正4年）4月，神岡礦山專用軌道延伸至笹津站。在1920年（大正9年）再延伸至鹿間，使富山和神岡之間設有鐵路線相連。使當時的笹津站成為了神岡礦山的礦產品運輸據點。在站前設有一些運輸商店和旅館等商店。使笹津當地變化十分繁華。在沿線的糧倉地帶出產的米會透過鐵路運送至全國。曾經在東岩瀨需要透過中間人購買肥料，但是在1920年（大正9年），當地開設了北陸米肥後，使公司在化肥貿易方面佔據主導地位。在鐵路啟用5年後的大正7年度，客運和貨運的成績超乎預期。原本使用神通川運送來自飛驒的木材，後來經大久保用水運送至大澤野站附近，然後使用鐵路運輸木材。在1920年（大正9年），於大澤野站南邊設置了飛州木材的伐木場。
在1915年（大正4年）4月，富山輕便鐵道的總部從富山市總曲輪203番地遷移至富山市櫻町。該地方後來建設了富山地鐵大廈。在同年10月24日，公司名稱改為富山鐵道。由於公司業務良好，在改公司名稱的同時，召開了臨時股東大會，計劃在笹津附近建設遊樂園。在1916年（大正5年）1月28日，公司取得副業營業許可。在同年4月18日於八木山站開設遊樂園，該園只於夏季營業。同時，富山鐵道也興建了「神通閣」和笹津春日公園，以吸引觀光客到訪。在大正後期，神通川水域開始進行積極進行電源開發。在富山鐵道上，運送建材的次數也增加了。在1927年（昭和2年）度，富山鐵道運送了389,555位乘客，以及137,870公噸貨物，盈利達到105,601日圓，到達了事業的高峰。當時富山鐵道的鐵路貨車也增備至70架。

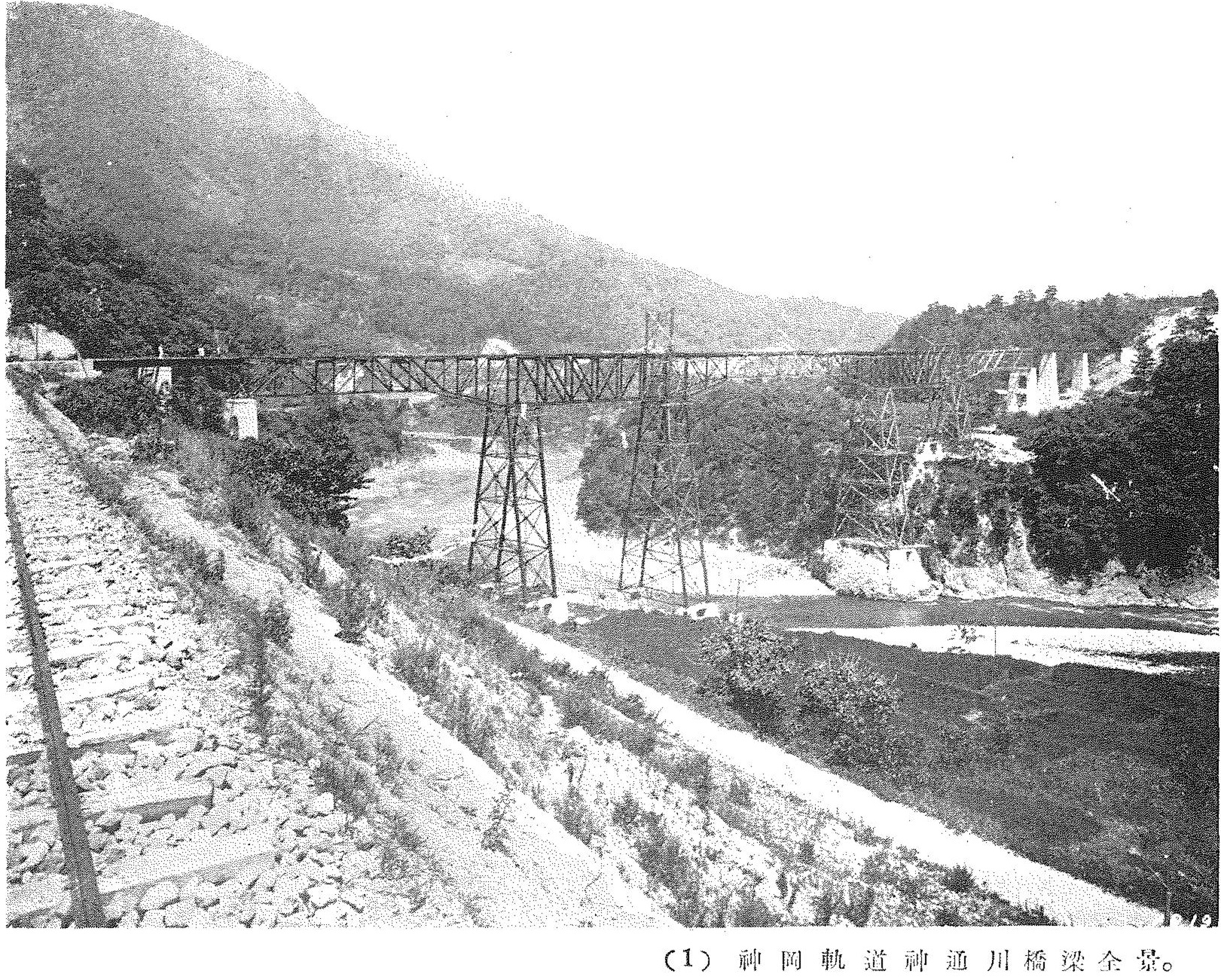
東豬谷和豬谷站之間的神岡軌道橋樑

但是在1927年（昭和2年）9月1日，鐵道省飛越線富山至越中八尾之間開通。在1929年（昭和4年）10月1日再延伸至笹津站後。使富山鐵道線的經營突然惡化。從來自神岡的貨物運送至富山以外地區時，使用鐵道省會較有優勢。在1930年（昭和5年）度，富山鐵道的貨運量比上年度減少約一半，收入減少至只有上年度的3成。另外，汽車的發展也對旅客運輸造成更大的競爭。基於這個背景，富山鐵道在1928年（昭和3年）12月向政府申請把鐵路收歸國有。在1929年（昭和4年）6月和7月，兩度向政府請願賠償損失。政府在1929年（昭和4年）12月提出為期五年的損失補償方案，但是富山鐵道的管理層認為在這五年後，仍然不可能繼續經營下去。在1931年（昭和6年）12月26日的股東大會中決定把鐵路業務廢除。在翌年1932年（昭和7年）1月11日提出廢除申請。在1930年（昭和5年）11月27日，飛越線笹津站至豬谷站之間開業，神岡礦山專用軌道在1931年（昭和6年）9月16日敷設了連接東豬谷至豬谷之間的路線，直接把列車駛入豬谷站。同年10月28日，東豬谷至笹津之間的軌道被廢除，富山鐵道在運送來自神岡礦山的貨物使命終於完結。基於上述背景，使管理層決定把鐵路廢除。在1931年（昭和6年）度的收益是1928年（昭和3年）度的8分之1。在1932年（昭和7年）度更是只有1928年的9.9%。
沿線居民發起了反對廢線運動，但是鐵道省決定把堀川新站至笹津站之間的鐵路線廢除已經是不可避免。但是為了考慮於堀川新站（現時：南富山站）可轉乘富山縣營鐵道，因此便把富山站至堀川新站之間的區間保留下來。當初當局研究把路線轉讓給富山縣，但是最後決定成立新公司，並且已經得到批准。在1932年（昭和7年）12月12日舉行了一次聯誼會，當時邀請了沿線的市町村長參與，當中宣布在鐵路線將會被廢除。同時在廢除後，鐵道省將會開辦巴士路線。翌年1933年（昭和8年）4月17日，堀川新站至笹津站之間被廢除。同年4月20日，富山站至堀川新站之間的剩下區間轉讓給新公司富南鐵道後，富山鐵道被解散。跟據昭和8年法律第36號，富山鐵道得到廢除補償。堀川新站至笹津站之間的鐵路線用地由富山電鐵自動車收購。在戰後，該用地將被用作建設富山地方鐵道笹津線。
繼承富山站至堀川新站之間的富南鐵道在1933年（昭和8年）4月12日成立。雖然路線全長只有5.0公里，但是由於沿線設有不二越鋼材工業和日滿亞麻紡織等工廠，因此該鐵路公司的業務良好。在1937年（昭和12年）4月16日，富山電氣鐵道社長佐伯宗義擁有大部分富南鐵道股份，因此同時成為富南鐵道社長，以及把富南鐵道歸入富山電氣鐵道的控制下。在1941年（昭和16年）12月1日，富山電氣鐵道收購富南鐵道後，富南鐵道被解散。

### 省營自動車笹津線

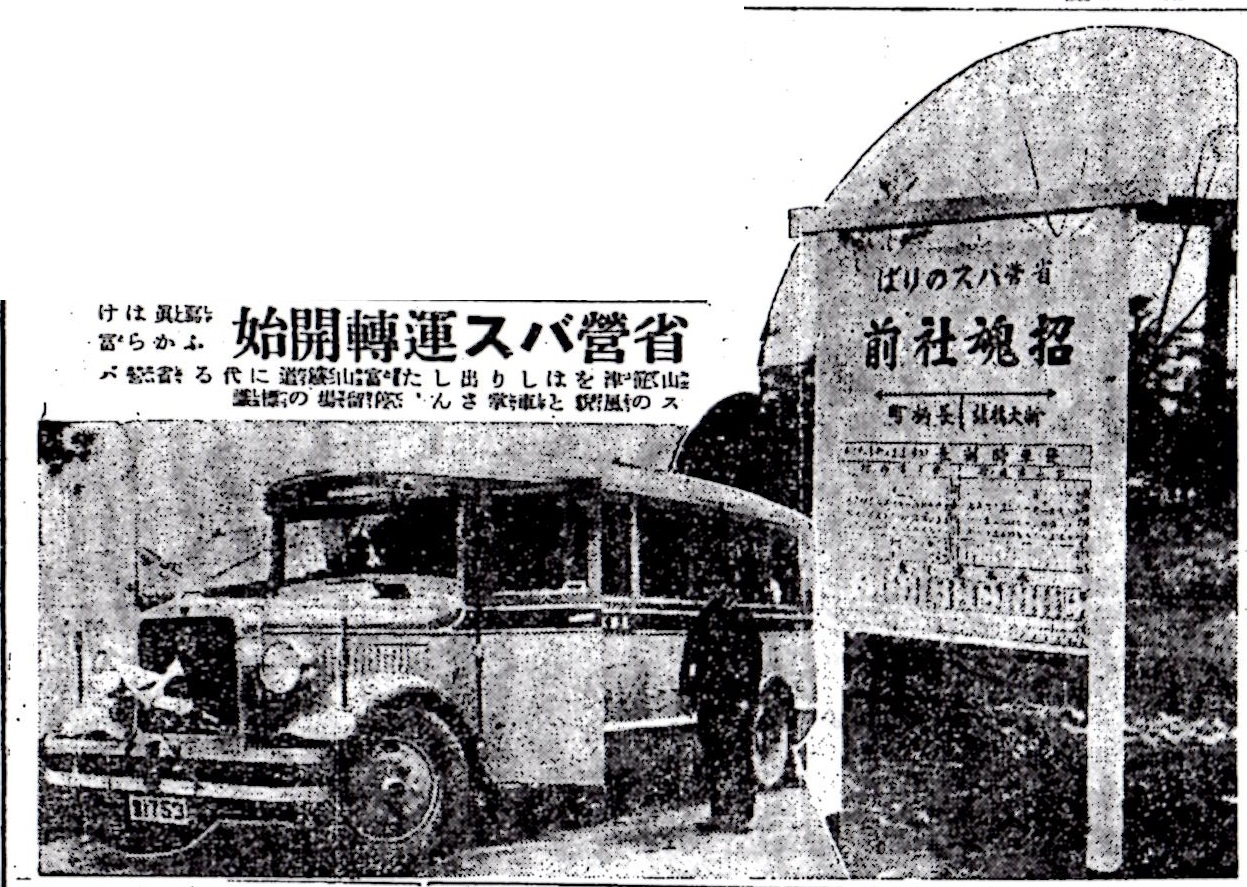
省營自動車笹津線車輛和招魂社前巴士站

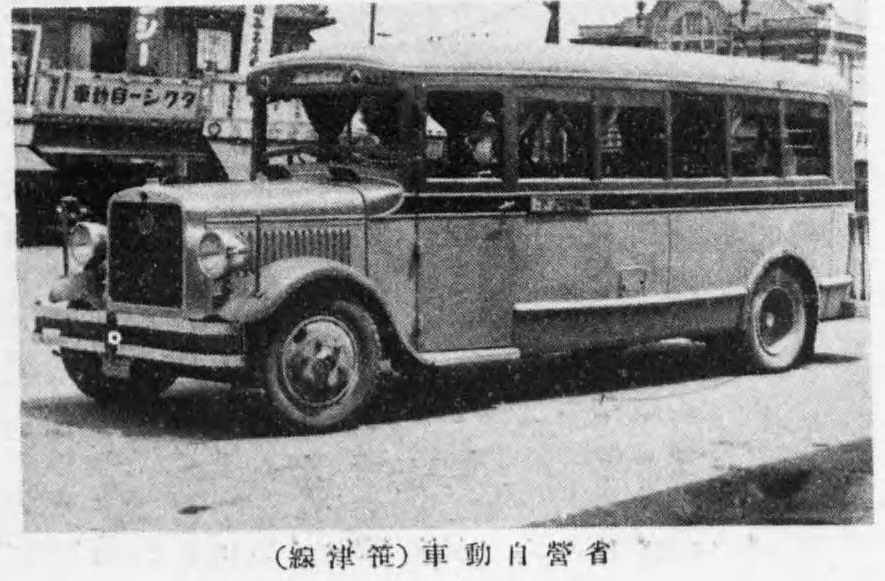
省營自動車笹津線車輛

上述提及自高山本線（飛越線）開業後，富山鐵道失去了許多貨運收入來源。因此在1932年（昭和7年）12月16日申請廢除堀川新站至笹津站之間的鐵路業務和賠償金。關於該申請是否合適，便於1933年（昭和8年）1月18日，由鐵道省召開的第九次鐵道會議中，考慮到富山市營軌道和富山縣營鐵道等既有交通機構等地方情況，提出了廢線區間由省營自動車使用汽車營運。
根據此方針。在1933年（昭和8年）3月31日，鐵道省開設行走於富山站至笹津站之間的汽車路線。跟據當時《富山日報》的新聞報導，一日共有40個來回班次，並且高速連接富山站與笹津站兩地。車費雖然比富山鐵道線高4錢，但是當時的報導提及，汽車的舒適性和速度比較好。另外，除了富山站、廣貫堂前站、大久保町站和笹津站提供一般運輸業務外，蜷川站、熊野站、大澤野站和八木山站設有客運、小型行李與貨物起卸業務。在富山站、廣貫堂前站和大久保町站處還有辦公室、公共電話、廁所和熱水供應室設備。
跟據《鐵道省年報》，在1933年（昭和8年）度尾在笹津線中，共有2架巴士、5架巴士牽引車、6架掛車和2架卡車，合共15架汽車。當中，該巴士牽引車可以同時載客和載貨，同時可隨時自由拆卸，方便為托運人運送貨物。這些巴士牽引車除了在笹津線上行走外，也於白城線和佐賀關線上行走。在《大澤野町誌》中記述「省營巴士使用前所未見的大型車輛和貨物拖車等設備，加上到發時間準確，使使用人次漸漸增加」。
另一方面，也於省營自動車笹津線路線上行走，由富山電氣鐵道旗下的富山電鐵自動車經營的巴士路線受到重大打撃，由於未能成功競爭而暫停營業。
富山電氣鐵道社長佐伯宗義致力為把富山縣都市化，努力建構富山縣內的綜合交通體系。佐伯宗義對於省營自動車笹津線，認為該線只是富山至笹津之間的地方交通，沒有必要由國家經營。同時為認為廢線後，雖然政府向富山鐵道提供廢線補償，但是後來開設汽車路線與富山電鐵自動車競爭是矛盾的。
在1940年（昭和15年）12月1日，於富山市內部分路線進行改動。包括把新大橋詰和裁判所前兩站廢除。在1942年（昭和17年）4月1日，縮小廣貫堂前站和八木山站的行李和貨物起卸業務範圍。
省營自動車笹津線的廢線是在1938年（昭和13年）公布的陸上交通事業調整法指及。在1942年（昭和17年）9月16日，於首相官邸召開交通事業調整委員會中，指定富山縣為協調地區，當時決議把客運汽車運輸業務轉讓和合併至富山電氣鐵道。在1942年（昭和17年）11月8日舉行縣內交通事業整合的第三次執行委員會會議，當時各交通運輸公司已經達成最終協議。在此之際，富山電氣鐵道被要求「民營的笹津線巴士服務應該比省營巴士更好」。在1943年（昭和18年）1月1日，各個縣內的交通運輸公司合併至富山電氣鐵道，同時把富山電氣鐵道改名為富山地方鐵道。在1943年（昭和18年）2月28日，省營自動車笹津線被廢除。同年3月1日起，該區間的客運業務由富山地方鐵道承繼，貨運業務由笹津町的昭和運輸承繼。

### 富山地方鉄道笹津線時代

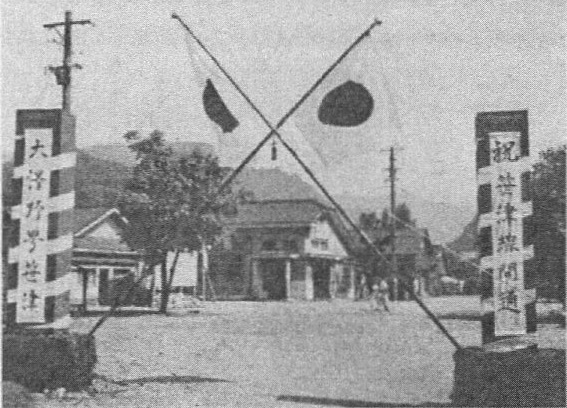
在1952年（昭和27年）8月15日，慶祝大久保至笹津之間開業的樣子。圖中是在富山地方鐵道笹津站

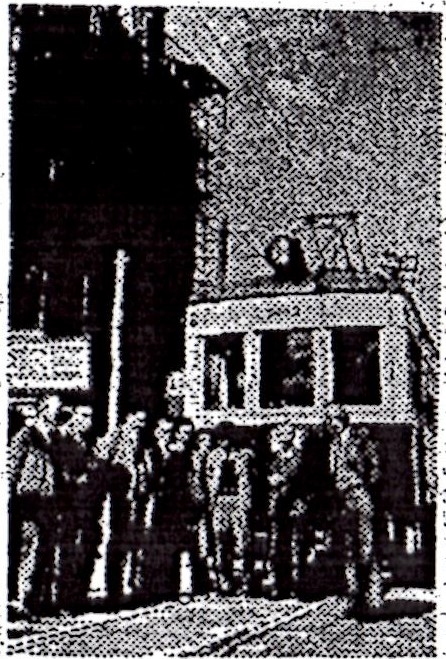
在富山軌道線西町停留場試車的情況，當時正在試行直通運輸。圖中可看見市議會議員和富山地方鐵道董事

在富山鐵道線廢除後，收到許多聲音要求鐵路線復活。在1940年（昭和15年）8月9日，富山電氣鐵道旗下的富南鐵道申請南富山站至笹津站之間的鐵道敷設許可，該申請在二戰期間一直沒有進展。上述提及在戰時，把富山縣內陸上交通運輸公司整合而成的富山地方鐵道方面，在成立當時已經有建設笹津線的計劃。在1947年（昭和22年）4月15日再次申請南富山站至笹津站之間的鐵道敷設許可申請。同年12月1日取得許可。隨後在1948年（昭和23年）3月24日提交了施工許可申請。但是當時正值戰後混亂時期，物資不足加上鐵路敷設工程這個大型建設需要得到駐日盟軍司令部的指示才能進行，使建設工程受到阻礙。為此，以森内清作為代表，為當地居民組織及笹津線期成同盟，與富山地方鐵道一同向駐日盟軍司令部和運輸省請願，最後1949年（昭和24年）10月取得許可。
在1949年（昭和24年）11月10日開始進行鐵路敷設工程。當初鐵路線計劃使用1500伏特的架空電纜，並且與立山線車輛共用。此外，為了擴大富山市的經濟圈，當地居民希望能夠不需要在西町轉乘，讓富山軌道線直通運輸至笹津線內。為此，富山地方鐵道引入了新製的路面電車型車輛De5010形，該車輛可直通運輸至富山軌道線內。在1950年（昭和25年）7月10日申請把架空電纜電壓降至700伏特。在1950年（昭和25年）9月1日，南富山站至大久保町站之間的第一期線開通。在第二期線方面，由於富山地方鐵道與國鐵在笹津線敷設聯絡線的協議延誤了，因此在1952年（昭和27年）6月21日才開始動工興建，並於同年8月15日啟用。
關於笹津線開始直通至富山軌道線的日期，《富山地方鐵道50年史》指出是1950年（昭和25年）10月1日起實施，但是實際上是同年11月1日起實施。在南富山地區商店提出反對，認為直通運輸會使前往車站的人減少，另外電車駛入狹窄的道路會有安全疑慮，但是由於市長不同意而延遲了直通運輸日期，後來市議會人員進行了試乘會後便解決了這個問題。當初電車只會駛入至西町。在1953年（昭和28年）11月起，富山軌道線櫻町至西町之間進行工程。在工程完成後的1954年（昭和29年）4月1日起，電車駛入至富山站前。
另一方面，從昭和30年代起，全國開始機動化和人口開始減少。在富山縣的情況更為迅速。由富山地方鐵道經營的鐵路線中，運輸人次在1964年（昭和39年）到達高峰後開始慢慢減少。為了解決這個經營危機，會長佐伯宗義在1965年（昭和40年）11月制定「富山地方鐵道基礎設施發展指導方針」，並於翌年1966年（昭和41年）開始實行。特別針對較為嚴重的路線，包括笹津線、射水線、不二越線和上瀧線，提出了改善鐵路路線經營方法的改革方案。當中，把包含富山軌道線在內的所有鐵路線進行集中管理，設置一個「軌道本部」的部門。把已經老化的南富山站進行改建，於該站設置「軌道本部」總部，以及把千歲町車庫與此站的車庫合併在一起。工程1967年（昭和42年）6月在開始，並在翌年1968年（昭和43年）3月完成。自此，笹津線和富山軌道線都是在富山運輛區內管轄，降低了營運成本。
另外在貨運方面，隨著沿線工廠開始改用卡車運送貨物，笹津線的貨運量慢慢下降。在1967年（昭和42年）9月1日，大久保町站和伊豆之宮站廢除貨物起卸業務。在1970年（昭和45年）7月1日，南富山站也廢除貨物起卸業務。使笹津線內的貨運業務只剩下於笹津的敷島紡績專用線。
在1967年（昭和42年）10月10日，笹津線與富山軌道線之間的直通運輸安排中止了。這次的安排為了讓市內交通變得得順暢。同時在笹津線內也增加班次，提供大約20分鐘一班的服務。在此修正起，笹津線南富山站至笹津站之間每日共有46個往返班次。在笹津線歷史中，提供最多班次的時期。另外在此修正中，笹津線上行走的De5010形電動列車於同年9月至12月進行改裝，把控制系統改裝為整體控制。而直接控制的De5000形電動列車則改為只於富山軌道線上行走。
可是在積極改革下，對於社會繼續機動化的效果不大。早於1957年（昭和32年）度已經有赤字的情況。在1964年（昭和39年）度的營業係數達到161這個頂峰，在經過一連串的改革後，虧損情況一度有所舒緩。後來在1968年（昭和43年）度，營業係數為151，1969年（昭和44年）度的營業係數為170，1970年（昭和45年）度的營業係數為157。這顯示出笹津線還未能夠改善赤字的情況。因此，富山地方鐵道在1969年（昭和44年）8月30日實施時間表修正，削減了曾經增加的班次，以削減人手和減少列車行走次數。在這時間表修正的同年，國道41號全線鋪裝完成，進一步帶動沿線地區邁向機動化社會，使用人次進一步減少。
在1971年（昭和46年）5月1日實施了時間表修正，當時改變了過往的運作概念。區分了繁忙時間的運輸班次和基本的運輸班次，以提供一個高效率的時間表，因此日間的班次進一步減少。但是，笹津線累積下來的赤字已經無法進行改善，在這個狀態下，富山地方鐵道的管理將面臨危機。因此在同年5月28日的股東大會上，決定把笹津線、射水線和部分富山軌道線廢除。在同一時期，縣內的加越能鐵道也發表廢除加越線，使沿線居民來失去了生活路線，造成重大影響和不安。當中大澤野町的居民受特別大影響，因此當地發起了大型反對廢線運動，該處的町民組成了反對廢線組織，在町議會也成立了交通對策特別委員會討論這個問題。在富山市內，住在南富山周邊的居民也組成了富山市南部地區笹津線廢除反對同盟會，收集了15,000人的署名反對廢除笹津線。
對於這些反對運動，富山地方鐵道多次解釋，指出當前嚴峻的經營狀況下，廢除路線是唯一出路。反對廢線的主要原因是在冬季期間的陸路交通和使用汽車代行不穩定性。為了解除這些不安，多次製定具體替代巴士服務方案。最後在1973年（昭和48年）8月，富山市同意把路線廢除，在1974年（昭和49年）12月大澤野町以增加巴士班次作為條件，同意把路線廢除。同年12月2日，富山縣、富山市、大澤野町和富山地方鐵道四方簽訂廢除笹津線的協議。在1975年（昭和50年）2月，富山地方鐵道向運輸省申請把笹津線廢除並得到許可。在貨運方面，關於敷島紡績笹津工場在廢線後的貨物處理，敷島紡績與富山地方鐵道希望在國鐵笹津站進行貨物處理。但是國鐵的金澤鐵道管理局表示在富山站設有貨運業務，並且以能力不足為解由，不能夠在笹津線加設貨物起卸服務。金澤鐵道管理局、敷島紡績與富山地方鐵道三方未能達成共識。但是後來國鐵進行讓步，結果敷島紡績的貨物能夠在國鐵笹津站繼續處理。在了這個解決方案，所有關於廢線的問題也解決了。最終在1975年（昭和50年）3月31日把笹津線廢除。
在討論廢線期間的1974年（昭和49年）7月10日，當日發生了水災使熊野川鐵橋的橋腳出現了傾斜的情況，4架電動列車滯留在笹津一方。當時出現了一個危機，就是就著這次的鐵路中斷服務，藉此而把路線廢除。但是在20日後的7月30日終於復修完成，恢複正常運作。接著在1975年（昭和50年）3月31日，當日在富山內發生大雨。在該月29日於展出了「再會笹津線」的招牌，首班列車在早上5時58分從南富山站出發前往笹津站。從中午12時40分起，於南富山站出發的列車都是免費乘坐。在中途站中，一些懷念笹津線的人們無法乘車，只可滯留在月台上。在前日，來自敷島紡績笹津工場專用線的2架貨車轉讓給國鐵，DeKi6502電力機車跑空車回到南富山站，完成最後一次任務。在下午9時54分，從南富山站開出最後一班下行列車，該列車的乘務員被獻花，站內也舉行了告別儀式。而笹津線上最後一班列車是晚上10時32分，從笹津站出發前往南富山站的班次。在上野站進行最後一次路籤交會。最後一班列車載了20名乘客到達終點站南富山站。在南富山站，富山地方鐵道社長熊野宗一，以及一班高層站立在月台上迎接尾班車來臨。熊野在接受北日本新聞的採訪時表示：「我們親手鋪設的鐵軌竟然要拆掉，這真是太諷刺了」。熊野就在這個感慨的時刻迎接尾班車。
在翌日4月1日，於南富山站前和笹津站前均舉行了替代巴士的出發儀式。替代巴士服務方面，主要是把途經國道41號的巴士路線增加班次，以及增加笹津至熊野團地至南富山至富山之間，以及笹津至上袋至南富山之間兩條新路線。一共提供6系統10條路線，共有195個巴士班次以確保有足夠的交通服務。在替代服務的第一日沒有發生任何混亂的情況。

### 廢線後
在1982年9月2日，決定把廢線遺址中約11公里路段建設寬度為12米的主要幹道。幾乎所有廢線遺址都變成雙線道的鋪裝道路。在富山市內（草島東線至熊野川左岸約4.9公里）的路段變為富山市道，舊大澤野町內的路段變為富山縣道318號笹津安養寺線（當初計劃在熊野川左岸至上大久保之間約3.4公里變為大澤野町道，把上大久保至八木山之間約1.6公里的町道進行擴寬。其餘八木山至西大澤於國道41號相交處的約1.1公里路段變成單車與行人專用道，未來計劃變成町道）。在1983年9月，八木山至之間的區間變成了單車道。
在跨越熊野川的興南大橋（建設在舊笹津線鐵橋遺址處）中，橋上的欄柵設計是鐵路的車輪。

### 年表
- 1912年（大正元年）10月22日 - 為了運送從吉城郡神岡礦山（日语：神岡鉱山）出產的鋅和從增田郡、大野郡出產的木材等貨物。佐藤助九郎（日语：佐藤助九郎 (11代)）等發起人成立了合資公司，申請敷設從富山市至笹津之間（途經熊野村（日语：熊野村 (富山県上新川郡)）和大久保町（日语：大久保町））的輕便鐵道[88][89]。
- 1913年（大正2年）
  - 3月6日 - 批出鐵道許可予富山輕便鐵道（國有鐵道富山停車場至上新川郡大澤野村之間）[12]。
  - 12月5日 - 召開富山輕便鐵道成立大會[25]。
- 1914年（大正3年）
  - 3月19日 - 富山輕便鐵道開始動工，興建富山至笹津之間的鐵路[25]。
  - 11月14日 - 富山輕便鐵道富山至笹津之間的鐵路敷設工程完成[25]。
  - 12月5日 - 關於富山輕便鐵道與省線在富山站內共同使用達成了協議[25]。
  - 12月6日 - 富山輕便鐵道 富山站（現時：電鐵富山站）至堀川新站（現時：南富山站）至笹津站之間開通[19]。
- 1915年（大正4年）
  - 1月30日 - 富山輕便鐵道總部從富山市總曲輪遷移至富山市櫻町[25]。
  - 10月24日 - 富山輕便鐵道改名為富山鐵道[88]。
- 1916年（大正5年）
  - 1月28日 - 取得經營遊園地等副業經營許可[25]。
  - 4月18日 - 八木山站（臨時車站）啟用[25]。
- 1917年（大正6年）9月17日 - 山室站從停留場變更為停車場[25]
- 1920年（大正9年）12月22日 - 蜷川站被廢除[90][26]。
- 1923年（大正12年）8月13日 - 在舊神通川鐵橋上行走中的4架貨物列車翻側，機車司機和司爐受傷[89]。
- 1926年（大正15年）7月12日 - 八木山站成為常設車站[26]。
- 1928年（昭和3年）8月3日 - 鐵路線批准使用電力機車和汽油機車[25]。
- 1929年（昭和4年）10月1日 - 飛越線越中八尾至笹津之間開通[91]。前往富山以外的地方的乘客或貨物均改乘飛越線，使富山鐵道主要收入的貨物和旅客運輸被國鐵奪去，最後令富山鐵道業績開始惡化[89]。
- 1930年（昭和5年）
  - 3月5日 - 由於富山鐵道經營繼續惡化，便申請了廢線許可[89]。政府不批准此申請，在翌年度起決定補償富山鐵道因飛越線開通而造成的損失[89]。
  - 11月27日 - 飛越線笹津至豬谷之間開通[92]。神岡礦業所廢除了連接笹津的專用軌道，同時把東豬谷和豬谷站連接起來，以便能夠直通至省線。富山鐵道在運送神岡礦山相關物資的任務完成[89]。
- 1931年（昭和6年）
  - 6月16日 - 關於富山鐵道與富山電氣鐵道線在稻荷町站內平面相交達成了協議[25]。
  - 6月24日 - 關於富山鐵道與富山電氣鐵道線在稻荷町站內平面相交獲得鐵道大臣的認可[25]。
  - 7月23日 - 上栗山站啟用[26]。
- 1932年（昭和7年）12月16日 - 富山鐵道申請廢除堀川新至笹津之間的區間，以及申請損失補償[89]。
- 1933年（昭和8年）
  - 3月11日 - 富山鐵道在堀川新至笹津之間的廢除申請得到許可[89][93]。
  - 3月30日 - 針對廢除富山鐵道，宣布決定發行價值773,150日圓的債券[36]。
  - 3月31日 - 省營自動車笹津線（富山站至笹津站之間）開始營業[39][94]。當中，富山、廣貫堂前、大久保町和笹津設有一般運輸業務，蜷川、熊野、大澤野和八木山只有客運、小行李起卸和貨物起卸業務，其他停車場只有客運業務[39]。但是此路線不處於跨鐵路線的貨運業務[39]。路線全長18.0公里[94]。
  - 4月20日 - 富山鐵道堀川新站至笹津站之間被廢除[35]。富山站至堀川新站之間轉讓給新成立的富南鐵道[95]
- 1939年（昭和14年）2月13日 - 富山市、上新川郡大久保町、同郡新保村（日语：新保村 (富山県)）、同郡熊野村（日语：熊野村 (富山県上新川郡)）、同郡大澤野村（日语：大沢野町）、同郡船峅村（日语：船峅村）、同郡各市町村長聚集在富山縣廳內，組成了富山笹津之間鐵道建設期同盟會[96]。
- 1940年（昭和15年）
  - 8月9日 - 富山電氣鐵道申請堀川新至笹津之間的鐵路敷設許可[88]。
  - 12月1日 - 省營自動車笹津線部分路線變更，新大橋詰和裁判所前被廢除[46]。
- 1941年（昭和16年）12月1日 - 富南鐵道路線轉讓給富山電氣鐵道[88]。
- 1942年（昭和17年）4月1日 - 廣貫堂前停車場和八木山停車場的營業範圍進行修正。廣貫堂前停車場停止處理經富山站的行李及貨物集荷及配送。八木山停車場停止處理經笹津站的行李及貨物集荷及配送[47]。
- 1943年（昭和18年）
  - 1月1日 - 富山地方鐵道成立[88]。
  - 2月28日 - 當日起廢除省營自動車笹津線的運輸業務[51]。
  - 3月1日 - 省營自動車笹津線被廢除，該同區間的客運業務由富山地方鐵道承繼，該區間的貨運業務由笹津町的昭和運輸承繼[52]。
  - 6月11日 - 堀川新站改名為南富山站[88]。
  - 6月20日 - 稻荷町至南富山之間電氣化[88]。
- 1947年（昭和22年）
  - 4月15日 - 再次申請南富山至笹津之間的鐵道敷設許可[88][97]。
  - 12月1日 - 南富山至笹津之間取得鐵道敷設許可[88]。
- 1949年（昭和24年）11月10日 - 開始動工興建南富山至笹津之間的鐵路[97]。
- 1950年（昭和25年）
  - 7月10日 - 申請把笹津線電壓由1500伏特改為600伏特[88]。
  - 9月1日 - 富山地方鐵道笹津線 南富山站至大久保町站之間開通[88]。
  - 10月1日 - 開始直通至富山軌道線[88]。
- 1951年（昭和26年）12月20日 - 袋站啟用[88]。
- 1952年（昭和27年）
  - 8月15日 - 大久保町站至地鐵笹津站之間開通，全線開通[88]。
  - 10月15日 - 地鐵笹津站站舍竣工[88]。
  - 10月29日 - 上大久保站啟用[88]。
  - 12月28日 - 日本纖維前站啟用[88]。
- 1953年（昭和28年）2月1日 - 敷紡前站啟用[88]。
- 1967年（昭和42年）
  - 9月1日 - 大久保町站和伊豆之宮站廢除貨運業務[98][88]。
  - 10月10日 - 中止直通至富山軌道線[88]。
- 1968年（昭和43年）3月31日 - 南富山站新站舍竣工[88]。
- 1971年（昭和46年）5月28日 - 在富山地方鐵道股東大會中，發表批准把笹津線、射水線和部分富山軌道線廢除[98]。
- 1974年（昭和49年）
  - 7月10日 - 因水災的關係，熊野川（日语：熊野川 (富山県)）鐵橋橋腳出現傾斜的情況[88]。
  - 7月30日 - 熊野川鐵橋修復完成[88]。
  - 12月2日 - 富山縣、大澤野町、富山市和富山地方鐵道簽訂廢除笹津線的協議[88]。
- 1975年（昭和50年）4月1日 - 南富山站至地鐵笹津站之間被廢除[88]。

## 車站列表
車站名稱和所在地取自廢線一刻。所有車站位於富山縣內。
圖例
列車交會 … ◇・∧・∨：可交會，｜：不可交會
| 中文站名       | 日文站名 | 英文站名             | 站間營業距離 | 累計營業距離 | 接續路線                                                   | 列車交會 | 職員當值 | 所在地                   |
| -------------- | -------- | -------------------- | ------------ | ------------ | ---------------------------------------------------------- | -------- | -------- | ------------------------ |
| 南富山         |          | Minamitoyama         | -            | 0.0          | 富山地方鐵道：不二越線、上瀧線、富山軌道線（南富山站前站） | ∨        | ◎        | 富山市                   |
| 日本纖維前     |          | Nihonsenimae         | 0.7          | 0.7          |                                                            | ｜       |          | 富山市                   |
| 袋             |          | Fukuro               | 0.8          | 1.5          |                                                            | ｜       |          | 富山市                   |
| 赤田           |          | Akada                | 0.7          | 2.2          |                                                            | ｜       |          | 富山市                   |
| 上野           |          | Uwano                | 0.9          | 3.1          |                                                            | ◇        | ◎        | 富山市                   |
| 熊野           |          | Kumano               | 1.4          | 4.5          |                                                            | ｜       |          | 富山市                   |
| 伊豆之宮       |          | Izunomiya            | 1.4          | 5.9          |                                                            | ｜       |          | 富山市                   |
| 大久保町       |          | Ōkubomachi           | 1.2          | 7.1          |                                                            | ◇        | ◎        | 大澤野町（現時：富山市） |
| 上大久保       |          | Kamiōkubo            | 0.9          | 8.0          |                                                            | ｜       |          | 大澤野町（現時：富山市） |
| 大澤野北口     |          | Ōsawanokitaguchi     | 1.1          | 9.1          |                                                            | ｜       |          | 大澤野町（現時：富山市） |
| 田村町         |          | Tamuramachi          | 0.7          | 9.8          |                                                            | ｜       |          | 大澤野町（現時：富山市） |
| 大澤野町八木山 |          | Ōsawanomachiyakiyama | 0.7          | 10.5         |                                                            | ◇        | ◎        | 大澤野町（現時：富山市） |
| 敷紡前         |          | Shikibōmae           | 0.7          | 11.2         |                                                            | ｜       |          | 大澤野町（現時：富山市） |
| 地鐵笹津       |          | Chitetsu-Sasazu      | 1.2          | 12.4         | 國鐵：高山本線（笹津站）                                   | ∧        | ◎        | 大澤野町（現時：富山市） |

### 富山鐵道線車站列表
以下車站列表取自富山鐵道線時代。如沒有註明，所有車站都是在1914年（大正3年）12月6日啟用，1933年（昭和8年）4月20日廢除。
| 中文站名 | 日文站名 | 英文站名     | 累計營業距離（英里） | 所在地                         | 備註                                                                                 |
| -------- | -------- | ------------ | -------------------- | ------------------------------ | ------------------------------------------------------------------------------------ |
| 富山     |          | Toyama       | 0.0                  | 現有停車場                     |                                                                                      |
| 稻荷町   |          | Inarimachi   | 1.0                  | 富山縣上新川郡奥田村西稻荷     |                                                                                      |
| 山室     |          | Yamamuro     | 1.7                  | 富山縣上新川郡山室村石金       |                                                                                      |
| 堀川新   |          | Horikawashin | 3.1                  | 富山縣上新川郡堀川村大町       |                                                                                      |
| 蜷川     |          | Ninagawa     | 4.4                  | 富山縣上新川郡蜷川村赤田       | 1920年（大正9年）12月22日廢除                                                        |
| 熊野     |          | Kumano       | 5.9                  | 富山縣上新川郡熊野村安養寺     |                                                                                      |
| 上栗山   |          | Kamikuriyama | 6.7                  | 富山縣上新川郡新保村栗山       | 1931年（昭和6年）7月23日啟用                                                         |
| 大久保町 |          | Ōkubomachi   | 7.5                  | 富山縣上新川郡大久保村下大久保 |                                                                                      |
| 大澤野   |          | Ōsawano      | 8.8                  | 富山縣上新川郡大澤野村上大久保 |                                                                                      |
| 八木山   |          | Yakiyama     | 9.5                  | 富山縣上新川郡大澤野村八木山   | 1918年（大正7年）6月1日以臨時車站的身份啟用，在1926年（大正15年）7月12日變成常設車站 |
| 笹津     |          | Sasazu       | 10.8                 | 富山縣上新川郡大澤野村笹津     |                                                                                      |

### 省營自動車笹津線汽車站列表
以下汽車站列表取自1934年（昭和9年）12月15日一刻。一般而言，在國鐵汽車線中，除了停車場（車站）外，還有一些乘降場可讓乘客上下車。但下列列表沒有包含乘降場。
| 中文站名   | 日文站名 | 日文讀法 | 英文站名          | 累計營業距離（從富山起） | 所在地                         | 貨物起卸 |
| ---------- | -------- | -------- | ----------------- | ------------------------ | ------------------------------ | -------- |
| 富山       |          |          | Toyama            | 0.0                      | 現有停車場                     | 有       |
| 新大橋詰   |          |          | Shinōhashizume    | 1.0                      | 富山縣富山市安野屋町           | 沒有     |
| 裁判所前   |          |          | Saibanshomae      | 2.0                      | 富山縣富山市西田地方町         | 沒有     |
| 廣貫堂前   |          |          | Kōkandōmae        | 3.0                      | 富山縣富山市中野新町           | 有       |
| 富山南口   |          |          | Toyamaminamiguchi | 4.0                      | 富山縣富山市小泉町             | 沒有     |
| 堀川今泉   |          |          | Horikawaimaizumi  | 5.0                      | 富山縣上新川郡堀川町今泉       | 沒有     |
| 蜷川袋     |          |          | Ninagawafukuro    | 6.0                      | 富山縣上新川郡蜷川村袋         | 沒有     |
| 蜷川       |          |          | Ninagawa          | 7.0                      | 富山縣上新川郡蜷川村黑崎       | 有       |
| 最勝寺     |          |          | Saishōji          | 8.0                      | 富山縣上新川郡蜷川村最勝寺     | 沒有     |
| 熊野       |          |          | Kumano            | 9.0                      | 富山縣上新川郡熊野村下熊野     | 有       |
| 熊野安養寺 |          |          | Kumanoanyōji      | 10.0                     | 富山縣上新川郡熊野村安養寺     | 沒有     |
| 伊豆之宮   |          |          | Izunomiya         | 11.0                     | 富山縣上新川郡新保村栗山       | 沒有     |
| 大久保町   |          |          | Ōkubomachi        | 12.0                     | 富山縣上新川郡大久保町下大久保 | 有       |
| 東大久保口 |          |          | Higashiōkuboguchi | 13.0                     | 富山県上新川郡大久保町下大久保 | 沒有     |
| 大澤野     |          |          | Ōsawano           | 14.0                     | 富山縣上新川郡大澤野村上大久保 | 有       |
| 長附       |          |          | Nagazuke          | 15.0                     | 富山縣上新川郡大澤野村長附     | 沒有     |
| 八木山     |          |          | Yagiyama          | 16.0                     | 富山縣上新川郡大澤野村八木山   | 有       |
| 下林       |          |          | Shitabayashi      | 17.0                     | 富山縣上新川郡大澤野村下林     | 沒有     |
| 笹津       |          |          | Sasazu            | 18.0                     | 現有停車場                     | 有       |

以下汽車站列表取自1940年（昭和15年）12月1日起的汽車站。
| 中文站名   | 日文站名 | 日文讀法               | 英文站名          | 累計營業距離（從富山起） | 所在地                         | 貨物起卸 |
| ---------- | -------- | ---------------------- | ----------------- | ------------------------ | ------------------------------ | -------- |
| 富山       |          |                        | Toyama            | 0.0                      | 現有停車場                     | 有       |
| 廣貫堂前   |          |                        | Kōkandōmae        | 3.0                      | 富山縣富山市中野新町           | 有       |
| 富山南口   |          |                        | Toyamaminamiguchi | 4.0                      | 富山縣富山市小泉町             | 沒有     |
| 堀川今泉   |          |                        | Horikawaimaizumi  | 5.0                      | 富山縣上新川郡堀川町今泉       | 沒有     |
| 蜷川袋     |          |                        | Ninagawafukuro    | 6.0                      | 富山縣上新川郡蜷川村袋         | 沒有     |
| 蜷川       |          |                        | Ninagawa          | 7.0                      | 富山縣上新川郡蜷川村黑崎       | 有       |
| 最勝寺     |          |                        | Saishōji          | 8.0                      | 富山縣上新川郡蜷川村最勝寺     | 沒有     |
| 熊野       |          |                        | Kumano            | 9.0                      | 富山縣上新川郡熊野村下熊野     | 有       |
| 熊野安養寺 |          |                        | Kumanoanyōji      | 10.0                     | 富山縣上新川郡熊野村安養寺     | 沒有     |
| 伊豆之宮   |          |                        | Izunomiya         | 11.0                     | 富山縣上新川郡新保村栗山       | 沒有     |
| 大久保町   |          |                        | Ōkubomachi        | 12.0                     | 富山縣上新川郡大久保町下大久保 | 有       |
| 東大久保口 |          | ja\|ひがしおおくぼぐち | Higashiōkuboguchi | 13.0                     | 富山縣上新川郡大久保町下大久保 | 沒有     |
| 大澤野     |          |                        | Ōsawano           | 14.0                     | 富山縣上新川郡大澤野村上大久保 | 有       |
| 長附       |          |                        | Nagazuke          | 15.0                     | 富山縣上新川郡大澤野村長附     | 沒有     |
| 八木山     |          |                        | Yagiyama          | 16.0                     | 富山縣上新川郡大澤野村八木山   | 有       |
| 下林       |          |                        | Shitabayashi      | 17.0                     | 富山縣上新川郡大澤野村下林     | 沒有     |
| 笹津       |          |                        | Sasazu            | 18.0                     | 現有停車場                     | 有       |

## 注腳